# Plan pełny

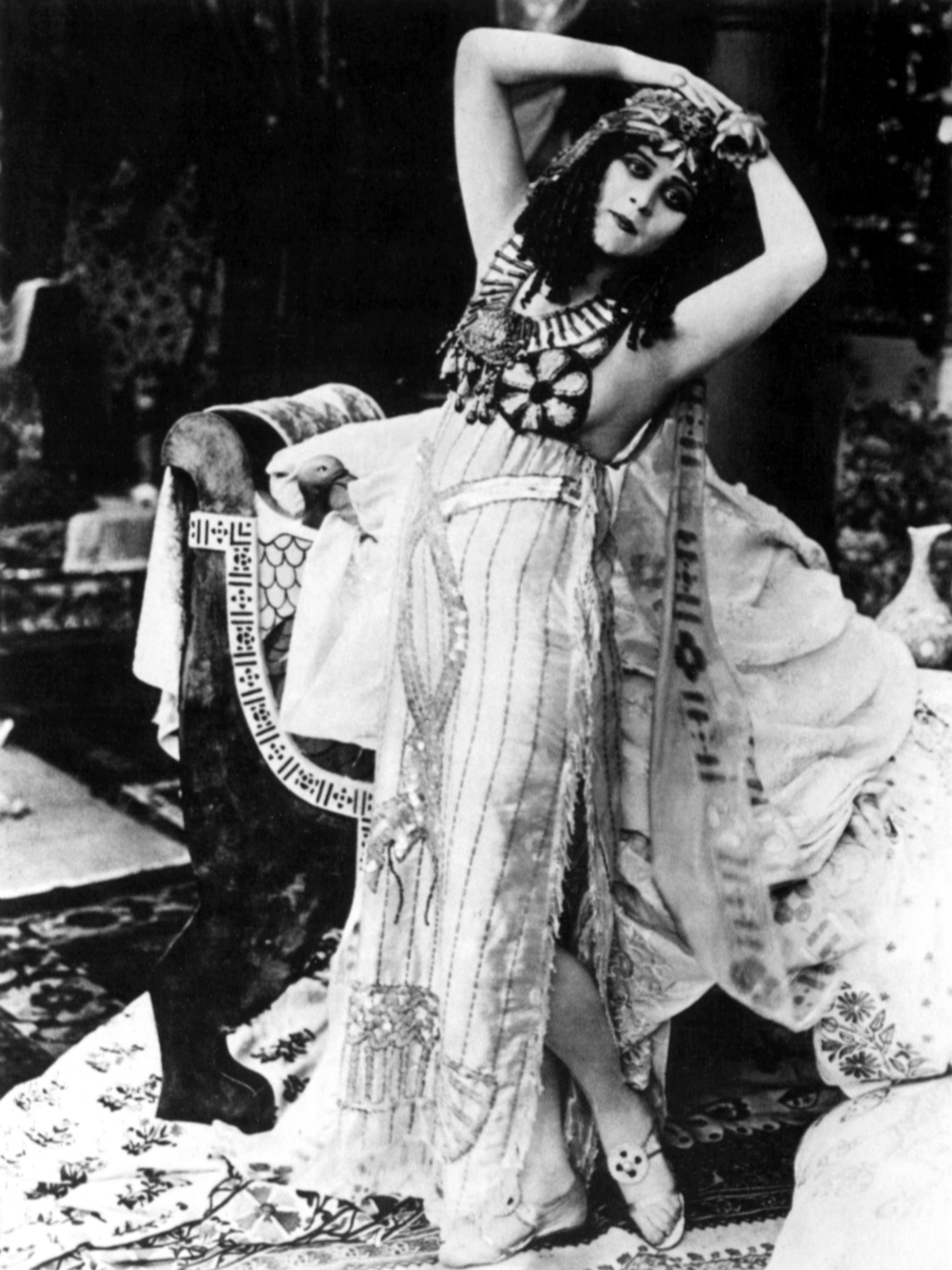
Plan pełny (Theda Bara w filmie Kleopatra)

Plan pełny (ang. full shot) – rodzaj planu filmowego polegający na pokazaniu całej postaci wypełniającej kadr. Pozwala rozpoznać postać, zidentyfikować czynności przez nią wykonywane. Zapewnia też czytelność tła, umożliwia widzowi zapoznanie się z nim; daje to możliwość zdobycia wiedzy na temat postaci dzięki jej zachowaniu w środowisku w którym się znajduje. Stosowany jest w sztuce filmowej rzadko, zazwyczaj jako plan przejściowy pomiędzy planem ogólnym a planami bliższymi. Niekiedy używany jest w zastępstwie planu ogólnego, jeśli miejsce akcji uniemożliwia zastosowanie tego pierwszego.